# Queijo prato
A queijo prato (portugál kiejtés: [ˈkejʒu ˈpɾatu], szó szerint „tányér-sajt”) brazil féllágy sajt, hasonló a dán danbohoz. Ez az egyik legnépszerűbb brazil sajt, Brazíliában nagyon elterjedt, és ma már több államában is gyártják.

## Története
Az 1920-as években Valençában (Rio de Janeiro) majd Aiuruoca (Minas Gerais) vidéki részein dán bevándorlók kezdték készíteni a Dániában ismert danbo sajt mintájára. Kerek formája miatt a brazilok „tányér-sajtnak” (queijo prato) nevezték. Ma már nem ilyen formában, hanem elsősorban téglatest alakú tömbökben forgalmazzák, bár a hagyományos forma is kapható cobocó néven.
Mivel a queijo prato előállítási módja lényegében megegyezik a danbo sajtéval, a különbségeket a tej jellemzőinek tulajdonítják. Alacsony só- és laktóztartalom, a mozzarellánál sárgább szín és enyhe íz jellemzi.